# Areal
Areal es un municipio brasilero del estado de Río de Janeiro. Se localiza a una latitud 22º13'50" sur y a una longitud 43º06'20" oeste, estando a una altitud de 444 metros. Su población estimada en 2008 era de 11.797 habitantes.
Posee un área de 111,8 km².

## Historia
Con la decadencia del Ciclo del Oro en Minas Gerais, los exploradores y colonizadores trataron de buscar nuevas actividades económicas para su expansión y localización.
El nombre "Areal" se originó de un banco de arena existente donde, actualmente, se encuentra la Iglesia Católica. Muchos que por allí pasaban, paraban para saciar su sed y la de sus animales.